# A135 (Russland)
Die A135 ist eine Fernstraße föderaler Bedeutung in der Oblast Rostow in Russland. Die nur etwa zwei Kilometer lange, vierspurig ausgebaute Straße stellt den nordwestlichen Zubringer von der Fernstraße M4 Don zum Oblastzentrum Rostow am Don dar. Sie zweigt nordwestlich der Rostower Satellitenstadt Aksai kreuzungsfrei von der dort autobahnähnlich ausgebauten M4 ab und endet unweit des Flughafens Rostow am Don in einem Kreisverkehr unmittelbar an der Stadtgrenze, an dem der weiter stadteinwärts führende Scholochow-Prospekt (prospekt Scholochowa) beginnt. Die A135 trägt den örtlichen Straßennamen Prospekt Aksaiski.
Die Straße erhielt die Nummer A135 im Jahr 2010.

## A135 bis 2010
Bis 2010 trug die Nummer A135 eine Straße im Norden der Republik Karelien, die Kem an der Küste des Weißen Meeres über Kalewala und Woiniza mit der Staatsgrenze zu Finnland (zwischen Suomussalmi und Kuusamo) verband. Diese über 200 km lange Straße führt heute als Fernstraße regionaler Bedeutung der Republik Karelien die Nummer 86K-3.